# Dalibór
Dalibór – polski herb szlachecki pochodzenia śląskiego. 

## Opis herbu
Herb znany był przynajmniej w trzech wariantach. Opisy stworzone zgodnie z klasycznymi regułami blazonowania:
Dalibór: Na tarczy dwudzielnej, w polu I czerwonym trzy monety złote; dwie i jedna, w II złotym pół orła czarnego z głową w lewo. Nad hełmem w koronie trzy pióra strusie: złote, czarne, czerwone. Labry z prawej strony czarne, a z lewej czerwone podbite złotem.
Dalibór II: Zamieniona kolejność pól, brak środkowego pióra w klejnocie, pióro prawe czarne.
Dalibór III: Prawe pole błękitne, orzeł czerwony, labry czerwone złotem, pióra czerwone między złotymi.

## Najwcześniejsze wzmianki
Według Ostrowskiego herb przyniesiony ze Śląska do Polski w XVII wieku. Wszystkie jego odmiany pojawiły się w tzw. nowym herbarzu Siebmachera. Odmianę podstawową wzmiankuje też Dunin-Borkowski.

## Herbowni
Jedna rodzina herbownych (herb własny):
Dalibór.